# Trigonella capitata
Trigonella capitata är en ärtväxtart som beskrevs av Pierre Edmond Boissier. Trigonella capitata ingår i släktet trigonellor, och familjen ärtväxter. Inga underarter finns listade i Catalogue of Life.